# Ernst Hauber
Ernst Hauber je německý planetolog, který se věnuje výzkumu povrchu terestrických planet, převážně Marsu. Zaměřuje se na výzkum endogenních procesů (vulkanismus, tektonismus). V současnosti pracuje v berlínské pobočce Deutsches Zentrum für Luft- und Raumfahrt. Současně působí jako koordinátor využití kamery HRSC na palubě evropské planetární sondy Mars Express. Je členem ExoMars Landing Site Selection Working Group, jejímž úkolem je vybrat přistávací místo pro tuto evropskou sondu.
Je autorem nebo spoluautorem více než 140 vědeckých peer-review publikací. Za svou činnost na misi Mars Express získal ocenění od Evropské vesmírné agentury (ESA).